# Chaos (Zeitschrift)

Titelblatt 1830

Unter dem Titel Chaos erschien in der späten Weimarer Klassik von 1829 bis 1832 eine kleine Zeitschrift, die aus den Beiträgen ihrer Leser bestand.

## Die Idee
Die Leitung des Unternehmens hatte Ottilie von Goethe, zunächst allein und ab Januar 1830 mit Unterstützung von Eckermann, Frédéric Soret und J. Patrick Parry. Wohlwollend gefördert wurde es vor allem von dem betagten Goethe; von ihm ging möglicherweise auch die ursprüngliche Anregung aus. Der Leitgedanke war: Intimität bei größtmöglicher Freiheit der Beiträge. Jeder, der sich einmal in Weimar aufgehalten hatte, konnte der Redaktion einen eigenen Beitrag über ein beliebiges Thema einreichen. Die Beiträge wurden ohne Namensangabe (anonym oder mit Pseudonym) veröffentlicht; alle Sprachen wurden akzeptiert. Nach Deutsch überwogen Französisch und Englisch, aber auch Italienisch, Lateinisch, Spanisch und Griechisch waren vertreten. Der Anfang des Prologs im ersten Heft:
„Ihr staunt vielleicht, daß ich mich Chaos nenne?
Ihr Menschen!? ― Weil Ihr Form und Regel sucht
Und zweifelnd lächelt, wo die beiden fehlen.
(Obgleich Ihr gegen beide gern verstoßt,
Dürft Ihr es heimlich nur und sicher thun.) ―
Hier ist kein Wählen mehr. Inʼs offne Meer
Des wüsten, bunten Dranges müßt Ihr springen;
Hier gilt kein Ansehn des Geschlechts, des Landes,
Kein Name selbst; denn unbekannt muß jeder,
Vermummt in fremden Namen muß er schwimmen,
Und auch den kühnsten Schwimmer lohnt kein Ziel.
„Ein planlos Treiben, ein fantastischʼ Drängen!“
Und nie ertönt der Ruf: es werde Licht!
Nie werden sich die weiten Massen sondern,
Chaotisch liegt die Zukunft vor uns da.“
„Das Wesentliche des Chaos ist nicht sein tatsächlicher Inhalt, Die Vielfarbigkeit, die Hintergründe und der anmutig-witzige Ton des Verkehrs machen seinen Reiz aus.“

## Die Publikation
Die Verabredung zur Produktion der Zeitschrift wurde am 28. August 1829 (Goethes 80. Geburtstag) getroffen. Ottilie schrieb zwei Tage später an ihre Freundin Adele Schopenhauer:
„Seit vorgestern liebe Adele habe ich den Leuten, damit sie nicht wie ich gänzlich einschlafen, vorgeschlagen eine weimarische Zeitung in Manuscript herauszugeben. Sie wird Chaos genannt, und die Artikel bestehen in allen Sprachen; jeder hat einen angenommenen Nahmen. Ich bin natürlich Redacteur. Ich bitte dich sende uns etwas. Es würde mir ein gar zu großes Vergnügen machen und dir doch auch gewiß unsere Produktion zu lesen. Da ich Direktor bin, so wähnst du wohl, daß ich selbst in einem Chaos Gesetze gebe. Das Erste ist das nur Mitarbeiter das Blatt lesen können, das Zweite (was ich die Märtens zu umgehen bitte), das nur Personen, die in Weimar einmal gewesen sind, Beiträge liefern dürfen.“
Die Zeitschrift erschien wöchentlich, erstmals am 13. September 1829, mit vier Seiten pro Heft. Die Hefte waren nummeriert, aber nicht datiert. Der erste Jahrgang umfasste 52 Nummern und zusätzlich vier Beilagen. Der zweite Jahrgang setzte erst 1831 zu Goethes Geburtstag ein und umfasste nur 18 Nummern und eine Beilage. Zu diesem zweiten Jahrgang gab es zwei Nebenausgaben: drei Nummern der französischsprachigen Création von Soret und sechs Nummern der englischsprachigen Creation des Irländers Charles Goff, beide im Oktober bis Anfang November 1831. Die letzte Chaos-Nummer kam am 12. Februar 1832 heraus.
Die Empfänger waren überwiegend in Weimar und Jena; aber auch in der Schweiz und in England gab es einige Leser (und Beiträger). Zu den Beiträgern gehörten neben Goethe, Ottilie und Goethes Sohn August deren Freunde – z. B. K. von Knebel, K. von Holtei, Fr. W. Riemer, Adele Schopenhauer, Sibylle Mertens, Amalie von Groß, Jenny von Pappenheim – und auch etwas Entferntere, z. B. Adelheid von Carolath-Beuthen, Felix Mendelssohn Bartholdy, Friedrich de La Motte Fouqué, Thomas Carlyle, William Makepeace Thackeray. Hein hat 102 Beiträger ermittelt, von denen gut zwei Drittel der Beiträge stammten.
Der Verlag Herbert Lang hat 1968 einen Nachdruck der Chaos-Hefte herausgebracht:
- Chaos. Herausgegeben von Ottilie von Goethe unter Einschluss der Fortsetzungen Création und Creation. ― Reinhard Fink. Das Chaos und seine Mitarbeiter. Mit einem Vorsatzblatt.[1] Verlag Herbert Lang, Bern 1968. (DNB 572591020)

Finks Aufsatz von 1936 ist darin reprografisch nachgedruckt. Es gibt jedoch keinerlei editorische Hinweise, auch keinen Herausgeber.